# Station Nakazakicho
Station Nakazakicho (中崎町駅,  Nakazakichō-eki) is een metrostation in de wijk Kita-ku in Osaka, Japan. Het wordt aangedaan door de Tanimachi-lijn.

## Treindienst

### Tanimachi-lijn(stationsnummer T19)
| 1 | ■ Tanimachi-lijn | richting Higashi-Umeda, Tennōji en Yao-Minami |
| 2 | ■ Tanimachi-lijn | richting Miyakojima en Dainichi               |

## Geschiedenis
Het station werd in 1974 geopend.

## Stationsomgeving
- Kitano-ziekenhuis
- Hoofdkantoor van Yamahisa
- Tengo Nakazaki winkelpromenade
- Hotel Daitoyo
- FamilyMart
- 7-Eleven
- Lawson

Dainichi · Moriguchi · Taishibashi-Imaichi · Sembayashi-Omiya · Sekime-Takadono · Noe-Uchindai · Miyakojima · Tenjimbashisuji Rokuchōme · Nakazakicho · Higashi-Umeda · Minami-Morimachi · Temmabashi · Tanimachi Yonchōme · Tanimachi Rokuchōme · Tanimachi Kyūchōme · Shitennōji-mae Yūhigaoka · Tennōji · Abeno · Fuminosato · Tanabe · Komagawa-Nakano · Hirano · Kire-Uriwari · Deto · Nagahara · Yao-Minami